# 诺伊施泰滕
诺伊施泰滕是德国巴登-符腾堡州的一个市镇。总面积15.87平方公里，总人口3458人，其中男性1720人，女性1738人（2011年12月31日），人口密度218人/平方公里。